# Isle of Man TT 1934
De Isle of Man TT 1934 was de drieëntwintigste uitvoering van de Isle of Man TT. Ze werd verreden op de Snaefell Mountain Course, een stratencircuit op het eiland Man.

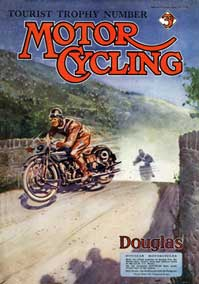
De "springbult" op Ballig Bridge (hier op de voorpagina van het magazine Motor-Cycling uit 1926) werd in 1934 verlaagd.

## Algemeen
Jimmie Simpson had besloten na 1934 te stoppen, met of zonder TT-overwinning. Die kreeg hij wel, hij won de Lightweight TT met een Rudge, maar hij werd met Nortons ook nog eens tweede in de Junior- én in de Senior TT. Voor Rudge was de Lightweight een succes, want Ernie Nott en Graham Walker werden tweede en derde. Voor de zware klassen waren Stanley Woods en Ernie Nott overgestapt naar het Zweedse Husqvarna. Nott werd derde in de Junior TT. In de Senior viel Nott al snel uit, maar Woods vocht hard met de latere winnaar Jimmie Guthrie (Norton) en Jimmie Simpson tot hij zonder benzine kwam te staan. Walter Rusk reed pas zijn tweede Senior TT, maar hij werd derde met een Velocette. De Senior TT werd ook gewonnen door Jimmie Guthrie, eveneens met een Norton. Er waren kleine verbeteringen aan het circuit aangebracht. De East Mountain Gate-schaapspoort, die dwars over de weg stond, was verwijderd en de bult van Ballig Bridge was verlaagd. Syd Crabtree, deelnemer sinds 1922 en winnaar van de Lightweight TT van 1929, verongelukte bij Stonebreakers Hut.

## Senior TT
Vrijdag 15 juni, zeven ronden (425 km), motorfietsen tot 500 cc.
Stanley Woods leidde de Senior TT met zijn Husqvarna 500 TV tot hij in de laatste ronde in de Mountain Section zonder benzine kwam te staan. Daardoor won Jimmie Guthrie met zijn fabrieks-Norton CS1 na de Junior TT ook de Senior. In zijn laatste race werd Jimmie Simpson tweede voor Velocette-rijder Walter Rusk. Husqvarna's tweede man Ernie Nott viel al vroeg in de race uit.
| Pos | Coureur            | Merk      | Tijd      | Snelheid  |
| --- | ------------------ | --------- | --------- | --------- |
| 1   | Jimmie Guthrie     | Norton    | 3:23"10'0 | 78,01 mph |
| 2   | Jimmie Simpson     | Norton    | 3:30"35'0 | 75,27 mph |
| 3   | Walter Rusk        | Velocette | 3:36"19'0 | 73,27 mph |
| 4   | Les Archer         | Velocette | 3:38"22'0 | 72,58 mph |
| 5   | Vic Brittain       | Norton    | 3:39"25'0 | 72,24 mph |
| 6   | Graham Walker      | Rudge     | 3:44"32'0 | 70,59 mph |
| 7   | Henry Tyrell-Smith | AJS       | 3:44"38'0 | 70,56 mph |
| 8   | H. Newman          | Velocette | 3:48"20'0 | 69,42 mph |
| 9   | Harold Daniell     | AJS       | 3:49"02'0 | 69,20 mph |
| 10  | A. Mitchell        | Velocette | 3:50"46'0 | 68,68 mph |
| 11  | Norman Gledhill    | Norton    | 3:55"46'0 | 67,23 mph |
| 12  | George Rowley      | AJS       | 3:57"55'0 | 66,62 mph |
| 13  | W. Balgarnie       | Velocette | 4:10"46'0 | 63,21 mph |

| Coureur               | Merk         | Oorzaak         |
| --------------------- | ------------ | --------------- |
| Charlie Dodson        | New Imperial |                 |
| Bertus van Hamersveld | Eysink-Rudge | Ongeval         |
| Ted Mellors           | Excelsior    |                 |
| Ernie Nott            | Husvarna     |                 |
| Tommy Spann           | Triumph      |                 |
| Jock West             | Triumph      |                 |
| Stanley Woods         | Husqvarna    | Brandstoftekort |

| Jimmie Simpson had tijdens zijn lange carrière de bijnaam "Unlucky Jim" gekregen. Hij behoorde altijd tot de beste rijders en finishte tot dit jaar twee keer als tweede, vier keer als derde, een keer als vijfde en een keer als achtste. Tijdens de Junior TT van 1924 was hij de eerste die een ronde boven de 60 mijl per uur reed, maar hij viel uit.Tijdens de Senior TT van 1926 reed hij de eerste ronde boven 70 mijl per uur, maar hij viel opnieuw uit. Tijdens de Senior TT van 1931 reed hij de eerste ronde boven 80 mijl per uur en viel hij weer uit. |

## Junior TT
Maandag 11 juni, zeven ronden (425 km), motorfietsen tot 350 cc.
Ernie Nott, een trouwe Rudge-rijder, was in 1934 overgestapt op het Zweedse merk Husqvarna, dat een indrukwekkende V-twin op de wielen had gezet. Hij moest echter het hoofd buigen voor de Norton CJ1's van Jimmie Guthrie en Jimmie Simpson. Guthrie finishte vlak voor Simpson, maar Nott moest bijna zes minuten toegeven.
| Pos | Coureur                 | Merk         | Tijd      | Snelheid  |
| --- | ----------------------- | ------------ | --------- | --------- |
| 1   | Jimmie Guthrie          | Norton       | 3:20"14'0 | 79,16 mph |
| 2   | Jimmie Simpson          | Norton       | 3:20"23'0 | 79,10 mph |
| 3   | Ernie Nott              | Husqvarna    | 3:26"02'0 | 76,93 mph |
| 4   | H. Newman               | Velocette    | 3:26"16'0 | 76,84 mph |
| 5   | A. Mitchell             | Velocette    | 3:27"03'0 | 76,55 mph |
| 6   | Les Archer              | Velocette    | 3:28"24'0 | 76,05 mph |
| 7   | Walter Rusk             | Velocette    | 3:29"55'0 | 75,51 mph |
| 8   | F. Aranda               | Velocette    | 3:37"56'0 | 72,73 mph |
| 9   | Vic Brittain            | Velocette    | 3:39"00'0 | 72,00 mph |
| 10  | Harry Charles Lamacraft | Velocette    | 3:42"42'0 | 71,17 mph |
| 11  | George Rowley           | AJS          | 3:46"08'0 | 70,09 mph |
| 12  | J. Adams                | Velocette    | 3:46"09'0 | 70,08 mph |
| 13  | W. Balgarnie            | Velocette    | 3:48"58'0 | 69,22 mph |
| 14  | Charlie Manders         | New Imperial | 3:50"03'0 | 68,90 mph |
| 15  | J. Fletcher             | Velocette    | 3:53"04'0 | 68,01 mph |
| 16  | H. Pilling              | Norton       | 4:07"25'0 | 64,07 mph |

| Coureur            | Merk         | Oorzaak |
| ------------------ | ------------ | ------- |
| Harold Daniell     | AJS          |         |
| Charlie Dodson     | New Imperial |         |
| Wal Handley        | Norton       |         |
| Henry Tyrell-Smith | AJS          |         |

## Lightweight TT
Woensdag 13 juni, zeven ronden (425 km), motorfietsen tot 250 cc.
De Lightweight TT werd onder slechte weersomstandigheden verreden. Op de meeste delen van de Mountain Course regende het, maar op de Mountain Section heerste de verraderlijke, zeer dichte mist, die onder de bevolking "Mantle of Mona" werd genoemd. Na de eerste ronde kwam Syd Crabtree niet door. Hij was om 10.40 uur, veertig minuten na de start, nog gesignaleerd bij Stonebreakers Hut, tussen de 29e en de 30e mijlpaal. Ruim een half uur later, om 11.15 uur, werd zijn levenloze lichaam door een toeschouwer tussen Stonebreakers Hut en Verandah gevonden. Jimmie Simpson nam voor het eerst deel aan de Lightweight TT, gedreven om voor zijn racepensioen ten minste één race tijdens de TT van Man te winnen. Norton had geen bezwaar tegen een deelname met een Rudge omdat het geen 250cc-racers had. Simpson won de race met ruim twee minuten voorsprong op Ernie Nott en ruim tien minuten voor Graham Walker. Omdat die ook met Rudge Ulsters aan de start kwamen was het een enorm succes Rudge.
| Pos | Coureur          | Merk         | Tijd      | Snelheid  |
| --- | ---------------- | ------------ | --------- | --------- |
| 1   | Jimmie Simpson   | Rudge        | 3:43"50'0 | 70,81 mph |
| 2   | Ernie Nott       | Rudge        | 3:47"07'0 | 69,79 mph |
| 3   | Graham Walker    | Rudge        | 3:54"13'0 | 67,67 mph |
| 4   | Stanley Woods    | Moto Guzzi   | 3:54"41'0 | 67,54 mph |
| 5   | Charlie Manders  | New Imperial | 3:59"42'0 | 66,12 mph |
| 6   | Syd Gleave       | Excelsior    | 4:00"27'0 | 65,92 mph |
| 7   | Chris Tattersall | CTS          | 4:05"55'0 | 64,45 mph |
| 8   | Les Martin       | Cotton       | 4:21"10'0 | 60,69 mph |

| Coureur        | Merk         | Oorzaak |
| -------------- | ------------ | ------- |
| Les Archer     | New Imperial |         |
| Syd Crabtree   | Excelsior    | Val (†) |
| Leo Davenport  | Excelsior    |         |
| Charlie Dodson | New Imperial |         |
| Paddy Johnston | Cotton       |         |
| Ted Mellors    | Excelsior    |         |

1907 · 1908 · 1909 · 1910 · 1911 · 1912 · 1913 · 1914 · Eerste Wereldoorlog · 1920 · 1921 · 1922 · 1923 · 1924 · 1925 · 1926 · 1927 · 1928 · 1929 · 1930 · 1931 · 1932 · 1933 · 1934 · 1935 · 1936 · 1937 · 1938 · 1939 · Tweede Wereldoorlog · 1947 · 1948 · 1949 · 1950 ·1951 · 1952 · 1953 · 1954 · 1955 · 1956 · 1957 · 1958 · 1959 · 1960 · 1961 · 1962 · 1963 · 1964 · 1965 · 1966 · 1967 · 1968 · 1969 · 1970 · 1971 · 1972 · 1973 · 1974 · 1975 · 1976 · 1977 · 1978 · 1979 · 1980 · 1981 · 1982 · 1983 · 1984 · 1985 · 1986 · 1987 · 1988 · 1989 · 1990 · 1991 · 1992 · 1993 · 1994 · 1995 · 1996 · 1997 · 1998 · 1999 · 2000 · 2002 · 2003 · 2004 · 2005 · 2006 · 2007 · 2008 · 2009 · 2010 · 2011 · 2012 · 2013 · 2014